# Фёрстер, Карл-Хайнц
Карл-Хайнц Фёрстер (нем. Karlheinz Förster; 25 июля 1958, Мосбах, ФРГ) — немецкий футболист, играл на позиции центрального защитника. Выступал за сборную Германии. Чемпион Европы 1980.

## Карьера
Карьера Карла-Хайнца началась в «Штутгарте», куда он попал из школы «Вальдхофа» в Мангейме. В 1976 году стал игроком «Штутгарта», дебютировав 20 марта во второй Бундеслиге матчем с «Байротом», закончившемся вничью 1:1. В сезоне 1977/78 «Штутгарт» вышел в Бундеслигу и в ней Карл-Хайнц дебютировал 6 августа матчем с мюнхенской «Баварией». Матч закончился упорной ничьей 3:3.
Напарником Карл-Хайнца по защите в «Штутгарте» был его брат Бернд. Они оба принимали участие почти во всех матчах «Штутгарта» и помогли клубу в сезоне 1983/84 выиграть чемпионат Германии. Всего Карл-Хайнц провёл за «Штутгарт» 311 матчей и забил 22 мяча.
Летом 1986 года перешёл в марсельский «Олимпик». Сумма трансфера составила 3,5 миллиона марок, что по тем временам было дорого за футболиста. В сезонах 1988/89 и 1989/90 Фёрстер помог «марсельцам» стать чемпионами Франции. Всего за «Марсель» Карл-Хайнц отыграл четыре сезона и провёл 130 матчей, забив в них 10 мячей.

## Карьера в сборной
Всего за сборную Карл-Хайнц провёл 81 матч и забил 2 мяча. Его дебют состоялся 5 апреля 1978 года в товарищеском матче с командой Бразилии, когда ему ещё не было 20 лет. Матч закончился поражением немцев со счётом 0:1, Карл-Хайнц на 77-й минуте, сразу после пропущенного мяча, заменил Бернарда Дица.
Со сборной Карл-Хайнц стал чемпионом Европы, а также двукратным финалистом чемпионата мира.

## Достижения
Сборная Германии
- Чемпион Европы 1980 года
- Серебряный призёр чемпионата мира 1982 года
- Серебряный призёр чемпионата мира 1986 года

«Штутгарт»
- Победитель Бундеслиги: 1983/84
- Серебряный призёр Бундеслиги: 1978/79
- Бронзовый призёр Бундеслиги: 1979/80, 1980/81, 1982/83
- Финалист Кубка Германии: 1985/86

«Олимпик Марсель»
- Победитель чемпионата Франции: 1988/89, 1989/90
- Серебряный призёр чемпионата Франции: 1986/87, 1989/90
- Победитель Кубка Франции: 1988/89
- Финалист Кубка Франции: 1986/87